# Łukówek Piękny
Łukówek Piękny – część wsi Łukówek, w Polsce, w województwie lubelskim, w powiecie chełmskim, w gminie Sawin.
Według „Słownika geograficznego Królestwa Polskiego i innych krajów słowiańskich” Łukówek Piękny był wsią o powierzchni 665 mórg i należał do gminy Bukowa. Z dóbr Łukówka Pięknego w 1873 r. został wydzielony folwark Rudnia, a w 1974 r. folwark Kazimierówka.
W latach 1954-1960 siedziba gromady Łukówek Piękny. 